# Dražen Bratulić
Dražen Bratulić (Pazin, 11. svibnja 1971.), hrvatski kazališni, televizijski i filmski glumac. Diplomirao je na Akademiji dramske umjetnosti u Zagrebu te od 2002. djeluje kao samostalni umjetnik. 2010. postaje stalni član glumačkog ansambla Zagrebačkog gradskog kazališta Komedija. Iako poznat prvenstveno kazališnoj publici, glas mu je moguće čuti u nebrojenim sinkronizacijama animiranih filmova, a ostvario je i niz manjih televizijskih i filmskih uloga.

## Filmografija

### Televizijske uloge
- "Smogovci" kao vojnik JNA (1996.)
- "Bibin svijet" kao kupac (2006.)
- "Bitange i princeze" kao gost/pušački inspektor (2007.; 2009.)
- "Dobre namjere" kao Raderić (2008.)
- "Hitna 94" kao inspektor (2008.)
- "Zakon!" kao bombaš (2009.)
- "Provodi i sprovodi" kao Nenad (2011.)
- "Crno-bijeli svijet" kao Đukica (2015.)
- "Bogu iza nogu" kao Fedor Matić (2020.)
- "Kumovi" kao doktor (2022.)
- "Mrkomir Prvi" kao Vedran (2023.)
- "San snova" kao sudac (2023.)

### Filmske uloge
- "Kad mrtvi zapjevaju" kao hrvatski carinik (1998.)
- "Studentova žena" (2000.)
- "Duga mračna noć" (2004.)
- "Žena mušketir" (La Femme Musketeer) kao kockar (2004.)
- "Dva igrača s klupe" kao službenik Tribunala (2005.)
- "Tri priče o nespavanju" kao liječnik (2008.)
- "Šuma summarum" kao Domagoj (2010.)
- "Narodni heroj Ljiljan Vidić" kao krugovalni voditelj (2015.)

### Sinkronizacija
- "Scooby Doo, Where Are You?" kao Shaggy
- "Štrumpfovi" kao Lumen Štrumpf
- "Ulica Sezam" kao Erni
- "Barbie u priči o sirenama" kao Paparazzo i Remo
- "Barbie: Princeza s otoka" kao Azul (2007.)
- "Barbie i 12 rasplesanih princeza" kao Sluga i Majmun (2006.)
- "Barbini dnevnici" kao Gospodin Benić
- "Barbie: Princeza i seoska djevojčica" kao Sluga i Mido (2004.)
- "Barbie na labuđem jezeru" kao Ivan (2003.)
- "Simpsoni" kao Djed
- "Garfield i prijatelji" kao Klaun Binky, Roy Pijetao i Booker
- "Oblutak" kao Tata
- "U vrtu pod zvijezdama" kao Bumblica
- "Careva nova škola" kao Gdin. Moleguaco, Kavo
- "Hej Dagi" kao Srećko
- "Kronike Matta Hattera" kao Craw
- "Čarobni mač" kao Devon (1999.)
- "Josip: Kralj snova" kao poslužitelj (2000.)
- "O mačkama i psima" kao gdin. Mucek (2001.)
- "Kralj lavova" (franšiza) kao Timon (2003.)
- "Sinbad: Legenda o sedam mora" (2003.)
- "Pčelica Maja" kao Flip, crv u cvijeću, kukac s jajašcima i račić (prva sinkronizacija) (2003.)
- "Mačak, ne diraj mu šešir" kao mačak i pripovjedač (2003.)
- "Aladin" (franšiza) kao pjevač pjesme "Arapska noć" (2004.)
- "Aladin i kralj lopova" kao preprodavač (2004.)
- "Okretala se i čarolija zrcala" (2004.)
- "Izbavitelji 1" kao Bero Kapp (2004.)
- "Garfield 1" kao Wendel (2004.)
- "Pepeljuga 1" kao Jaq (2005.)
- "Timon i Pumba" kao Timon (2005.)
- "Madagaskar 1, 2, 3" kao Kralj Gjuro i Mort, krivolovac #2 i turist s video kamerom (2) (2005., 2008., 2012.)
- "Hrabri Pero" kao Živko i Rollo (2005.)
- "Dinotopia: Potraga za starim rubinom" kao Thudd i Spazz (2005.)
- "Stuart Mali 3: Zov divljine" kao Tvor Riki [Wayne Brady] (2005.)
- "Pinokio i car noći" kao Igor (2006.)
- "Mumini" kao Smrad (2006.)
- "Dama i Skitnica 1" kao Dakl (2006.)
- "Mala sirena" + (serija) kao Sebastian (2006.)
- "Znatiželjni George" kao Junior, Tony, brodski putnik i radnik za kontrolu životinja (2006.)
- "Ledeno doba 2, 3, 4, 5" kao Krešo (2006., 2009., 2012., 2016.)
- "Preko ograde" kao Vjeko (2006.)
- "Skatenini i Zlatne dine" (2006.)
- "Tko je smjestio Crvenkapici 1?" kao jarac Japeth (2006.)
- "Zov divljine" kao Stan (2006.)
- "Kad krave polude" kao Duke (2006.)
- "Auti 1, 2, 3" kao Luigi (2006., 2011., 2017.)
- "Arthur u zemlji Minimoya" kao Arthurov otac, Maroje i putnički agent (2006.)
- "Mravator" kao Fjugaks (2006.)
- "Vremenske svjetiljke tajanstvenog otoka" (2006.)
- "Kuća monstrum" kao policajac Lister (2006.)
- "Čiča miča, (ne)sretna je priča 1" kao kuhar, princ iz Matovilke, stražar i patuljak (2006.)
- "Medvjedići dobra srca: Put u Zezograd" kao Pospanko, Srečko i Koro (2006.)
- "Pusti vodu da miševi odu" kao Tabithin otac, zlatna riba, umjetnik, građanin, muha-dama, čovjek, žabac i punoglavac (2006.)
- "Charlotteina mreža" kao Tihomir (2007.)
- "Juhu-hu" kao odvjetnik Talon Labart (2007.)
- "Obitelj Robinson" kao tip sa šeširom (2007.)
- "Shrek treći" kao Merlin, slijepi miš, Papreni, Pinokio, natjecatelj maskote i bezglavi konjanik (2007.)
- "Shrekov prvi Božić" kao Papreni i Pinokio (2007.)
- "Osmjehni se i kreni! i čađa s dva Plamenika" kao Ludi znanstvenik (2007.)
- "Pčelin film" kao Krvolos, Chet, Pelud Frik #1, Andy, pčela na testiranju #2, vozač bicikla, g. Gammil, kapetan Hal i pčela (2007.)
- "Divlji valovi" (2007.)
- "Patak Frka" kao Patak Frka i Doktor I. Q. (2008.)
- "101 dalmatinac" kao Jasper (2008.)
- "Stravičan u Ludi Svijet" kao navjestitelj (2008.)
- "Priča o mišu zvanom Despero" kao Furlough, Boldo i mišje dijete (2008.)
- "Horton" kao Ivica (2008.)
- "Lovci na zmajeve" kao Hector i Šišmiš (2008.)
- "Neobična zubić vila" kao mišji isporučitelj i učitelj (2008.)
- "Igor" kao Doktor Schadenfreude (2008.)
- "Sezona lova 2" kao Piko i Boško (2008.)
- "Čimpanze u svemiru" kao Splork i klaun Piško (2008.)
- "Kung Fu Panda 1" kao zahvalni zeko (2008.)
- "Čudovišta protiv vanzemaljaca" kao B.O.B. (2009.)
- "Koralina i tajna ogledala" kao Charlie Jones (2009.)
- "Legenda o Tarzanu" kao Tantor (2009.)
- "Čudovišta iz ormara" kao Voditelj smjene (2009.)
- "Oblačno s ćuftama" kao gradonačelnik, Pero i DSMRHMP (2009.)
- "Princeza i žabac" kao Dr. Vještac (2009.)
- "Arthur i osveta Maltazarda" kao Armand i Maroje (2009.)
- "Planet 51" kao čistač, reporter, čovjek na telefonu, Serbok i vojnik Kolski (2009.)
- "Velika avantura malog dinosaura" kao Monty i Eddie (2009.)
- "Kako izdresirati zmaja" kao viking (2010.)
- "Fantazija 2000" kao Steve Martin (2010.)
- "MaksimUm" kao MinimUm (2010.)
- "Vrlo zapetljana priča" kao Loveroln (2010.)
- "Arthur 3: Rat dvaju svjetova" kao Armand i Maroje (2010.)
- "Moj ljubimac Marmaduke" kao Kiki (2010.)
- "Svemirska avantura" kao papiga, predsjednik Kennedy, ljuti vozač, službenik, buha, računalo u raketi i profesor (2010.)
- "Rio" kao Silvio i paraglajder (2011.)
- "Alvin i vjeverice 3" kao Ian Hawke (2011.)
- "Štrumpfovi 1" kao Lumen Štrumpf (2011.)
- "Mačak u čizmama" kao Ante Stabljika (2011.)
- "Čudovišna priča u Parizu" kao Albert i policajac (2011.)
- "Bobi i disko crvi" kao Niki i prirodni spiker (2011.)
- "Lorax: Zaštitnik šume" kao Štancerov brat Stanko, Alojzijev savjetnik #2, tip u O'Haravoj reklami #2 (2012.)
- "Pupijeva potraga" (2012.)
- "Sammy 2: Morska avantura" kao Lulu (2012.)
- "Krš i lom 1" kao Kiseli Kris (2012.)
- "Hotel Transilvanija 1" kao nadzornik, smanjena glava #1, #2 #4, #5, #7 i #8, zombi seljak, hidra glava #5 i #6, lubanja, zeleno čudovište, kiklopsko čudovište i pilot (2012.)
- "Zambezija" kao Maraboui #3, s kreštavim, starim i krepanim glasom, i ptica na vježbi (2012.)
- "Čuvari šume: Tajanstveni svijet" (2013.)
- "Čudovišta sa sveučilišta" kao Pužek (2013.)
- "Avioni 1" kao El Chupacabra (2013.)
- "Khumba" kao Bentley (2013.)
- "Oblačno s ćuftama 2" (2013.)
- "Štrumpfovi 2" kao Lumen Štrumpf (2013.)
- "Juraj i hrabri vitezovi" kao pravosuđe #1 i Copas (2013.)
- "Povratak u Oz" kao luda i procjenitelj (2014.)
- "Bijeg s planeta Zemlje" kao Mr. James Bing, Thurman (2014.)
- "Rio 2" kao Felipe i ostali sporedni likovi (2014.)
- "Tvrd orah 1" kao Ćoro i štakor (2014.)
- "Avanture gospodina Peabodyja i Shermana" kao francuski seljak, ravnatelj Percy, egipatski gledatelj, jezivi dječak, grčki ratnik, Ajax, Abraham Lincoln i Issac Newton (2014.)
- "Avioni 2: Nebeski vatrogasci" kao Naglić i vratar (2014.)
- "Priča o igračkama: Noć vještica" kao Menadžer motela (2014.)
- "Pingvini s Madagaskara" kao Riko, Kralj Gjuro, Mort i Pišta (2014.)
- "Asterix: Tajna čarobnog napitka" kao Senator Kaius Fritinius Tomcruz (2018.)
- "Asterix: Grad Bogova" kao Kutomjerus (2014.)
- "Malci" kao Profesor Flux i Fabrice (2015.)
- "Snježna groznica" kao Oaken (2015.)
- "Ups! Noa je otišao" kao Ignjac i čimpanza (2015.)
- "Jan i pirati iz Nigdjezemske" kao Bones i Sharky (vokal) (2015. – 2016.)
- "Doktorica Pliško" kao Zmajček (2015. – 2017.)
- "Sara i patka" (2015.)
- "Sofija Prva" kao Sir Maxwell, Ork, Zdenac želja, Sir Dax, Zmaj Vječnogor (2015.)
- "Izvrnuto obrnuto" kao Tatin strah (2015.)
- "Violetta" kao inspektor duha, detektiv, Oscar Cardozo (2015., 2016.)
- "Hotel Transilvanija 2" kao Bela, Pavo, navigator, jeti i čudovište (2015.)
- "Spužva Bob Skockani: Spužva Bob na suhom" kao David, galeb i kupac (2015.)
- "Zootropola" kao Brzi (2016.)
- "Ratchet i Clank" kao Zed (2016.)
- "Tajni život ljubimaca" kao Japa (2016.)
- "Top Cat: Mačak za 5" kao Top Cat (2016.)
- "Potraga za Dorom" kao Bobi (2016.)
- "Svemirska avantura 2" kao Chip (2016.)
- "Vaiana: Potraga za mitskim otokom" kao Ribar (2016.)
- "Pjevajte s nama 1" kao Gunter (2016.)
- "Prste(n) k sebi" kao Klerk (2016.)
- "Medo sa sjevera" kao Laurence i šef Kozawa (2016.)
- "Ljepotica i zvijer" kao Monsieur Jean (vokal) (2017.)
- "Kako je Gru postao dobar" kao Baltazar Bratt (2017.)
- "Majstor Mato" kao Ravni (2017. – 2020.)
- "Vrapčić Richard" (2017.)
- "Vau vau zvijezda" kao Floyd, sudac borbe i turistički vodič na putničkom zvučniku (2017.)
- "Hotel Transilvanija 3: Praznici počinju!" kao DJ u školjci, gremlin stjuardesa, gremlin pilot, Branko, austrijski dječak, g. Hydraberg, kostur i čudovišni mađioničar (2018.)
- "Petar Zecimir" kao Tomica Jazo (2018.)
- "Ralph ruši internet: Krš i lom 2" kao Sonic, aukcionar na Ebayu, kiseli Kris, obožavatelj i Eboy (2018.)
- "Mala gospođica Dolittle" kao Toni (2019.)
- "Kako izdresirati zmaja 3" kao zmajolovac i muški viking #2 (2019.)
- "Tabaluga" kao gavran Kolk i Arktosov pingvin sluga (2019.)
- "Film Angry Birds 2" kao Edgar (2019.)
- "Obitelj Addams" kao ujak Fester Addams (2019.)
- "Elena od Avalora" kao Francisco i Šušurac (2019.)
- "Frka" kao Gizmo (2019.)
- "Dumbo" kao Puck i klaun (2019.)
- "Dolittle" kao dr. Blair Mudfly (2020.)
- "Lavlja straža: Povratak rike" kao Timon i Zazu (2020.)
- "Lavlja straža" kao Timon, Zazu i Rafiki (vokal) (2020.)
- "Kapetan Sabljozubi i magični dijamant" kao kapetan Sabljozubi i papagaj Magid (2020.)
- "Vrlo zapetljana priča: Prije sretnog kraja" kao Nosonja (Loveroln) (2020.)
- "Zlatokosine zapetljane pustolovine" kao Nosonja (Loveroln) (2020.)
- "Muppet klinci" kao doktor Bunsen Honeydew, doktor Zub, avionski kontrolor, Zagrljajus Rex i glas u videoigri (2020.)
- "Ekipa za 6 (serija" kao Dibs/Ljigi (S1EP7-24), Baron Von Steamer, Yum LaBouché i Ned Ludd (2020.)
- "Ratovi zvijezda: Ratovi kolonova" kao Narator, Jar Jar Binks, Lott Dod, Ki-Adi- Mundi, Wilhuff Tarkin, Robonino, Shoan Kilian, Castas, Mot-Not Rab, Nahdar Vebb, Predsjednik Cho, Amit Noloff, Shahan Alama, Bolla Ropal, Bannamu, Casiss, Tiggs Leo, Bric, Gobi Glie, Gramzon, Gotal, Tee Va, Droogan, Aang (S3EP11) i Ky Narec (2020.)
- "Scooby-Doo!" kao Shaggy Rogers (2020.)
- "Galileo, ipak se kreće" kao Francesco, ptica Rossino, stanovnik planeta Đost, crv Soknić, patuljak Mješač, planinski div, kukac Piro, dječak Đuro, pijetao, farmer Saverio i eskimac Kertuker (2020.)
- "Trolovi: Svjetska turneja" kao Trolcrtež (2020.)
- "Obitelj Mitchell protiv strojeva" kao mali hamburger, najavljivač u Pal Labosu, robot Pal Max, zaljubljenik u Wifi, Glaxxon 5000 i glas stroja (2021.)
- "Zmaj iz čajnika" kao plesač (2021.)
- "Space Jam: Nova legenda" kao patak Dodo (2021.)
- "Petar Zecimir: Skok u avanturu" kao Tomica Jazo i Karlo (2021.)
- "Moj mali poni: Nova generacija" kao Skye i francuski naglasak (2021.)
- "Ne gledaj gore" kao stari pomoćnik #2, slijepi FBI agent i savezni državni odvjetnik (2021.)
- "Veliki crveni pas Clifford" kao Alonso Sanchez, službenik za kontrolu životinja #1 i Freddy (2021.)
- "Hotel Transilvanija: Transformanija" kao čudovište na tulumu, gremlinski pilot, gremlinska stjuardesa i muški voditelj (2022.)
- "Mačak u čizmama: Posljednja želja" kao Jack Horner (2022.)
- "Scrooge: Božićna priča" kao Ebenezer Scrooge

### Prepjev
- "Mumini" (2006.)

### Prijevod
- "Balerina i Viktor" (2016.)
- "Rode" (2016.)
- "Lego Ninjago Film" (2017.)
- "Lego Film 2" (2019.)
- "Čudesni park" (2019.)
- "Tom i Jerry" (2021.)
- "Space Jam: Nova legenda" (2021.)
- "Sonic: Super jež 2" (2022.)
- "DC Liga Super-ljubimaca" (2022.)

## Vanjske poveznice
- Dražen Bratulić u internetskoj bazi filmova IMDb-u (engl.)
- Stranica na Komedija.hr  Arhivirana inačica izvorne stranice od 6. svibnja 2014. (Wayback Machine)
- Stranica na Mala-scena.hr  Arhivirana inačica izvorne stranice od 13. studenoga 2009. (Wayback Machine)
- Dražen Bratulić u internetskoj bazi hrvatskih sinkronizacija